# Nhóm ghế Thượng nghị sĩ Hoa Kỳ
100 ghế trong Thượng viện Hoa Kỳ được chia thành ba nhóm với mục đích xác định ghế nào sẽ tham gia tranh cử trong một cuộc bầu cử hai năm một lần,  với mỗi lần chỉ có một nhóm ghế tham gia tranh cử. Với việc các thượng nghị sĩ được bầu vào các nhiệm kỳ cố định trong sáu năm, sự phân chia nhóm ghế cho phép khoảng một phần ba số ghế được tham gia tranh cử trong các năm bầu cử tổng thống hoặc giữa nhiệm kỳ, thay vì tất cả 100 Thượng nghị sĩ tham gia bầu cử cùng một lúc sáu năm một lần. Các ghế cũng được phân chia theo cách để hai thượng nghị sĩ của bất kỳ bang nào cũng phải nằm ở nhóm ghế khác nhau để nhiệm kỳ của mỗi ghế kết thúc vào những năm khác nhau. Nhóm 1 và 2 gồm 33 ghế cho mỗi nhóm, trong khi nhóm 3 gồm 34 ghế. Bầu cử cho Nhóm 1 diễn ra vào năm 2018, nhóm 2 vào năm 2020, nhóm 3 vào năm 2022.
Ba nhóm được thành lập bởi Điều I, Mục 3, Khoản 2 của Hiến pháp Hoa Kỳ. Sự phân chia ban đầu được thực hiện bởi Thượng viện của Quốc hội khóa 1 vào tháng 5 năm 1789 bằng cách bốc thăm. Bất cứ khi nào một bang mới gia nhập liên bang sau đó, hai ghế Thượng viện của bang đó sẽ được chỉ định cho hai nhóm ghế khác nhau bằng cách bốc thăm ngẫu nhiên, đồng thời giữ cho ba nhóm ghế có số ghế gần bằng nhau nhất có thể.
Một Thượng nghị sĩ là thượng nghị sĩ thứ cấp hay cao cấp không liên quan đến nhóm ghế của họ. Thay vào đó, thượng nghị sĩ Hoa Kỳ cao cấp của tiểu bang là thượng nghị sĩ có thâm niên cao hơn trong Thượng viện, chủ yếu dựa trên thời gian phục vụ.

## Lịch sử

### Nền tảng Hiến pháp
Hiến pháp Hoa Kỳ ấn định nhiệm kỳ cố định của các thượng nghị sĩ là sáu năm và chia các cuộc bầu cử của họ thành ba chu kỳ, do đó một phần ba Thượng viện được bầu cử hai năm một lần. Điều này cho phép ít nhất một số cuộc bầu cử thượng viện được tổ chức trong bất kỳ năm bầu cử tổng thống hay giữa nhiệm kỳ nào, khi Tổng thống Hoa Kỳ được bầu với nhiệm kỳ cố định là bốn năm và các Hạ nghị sĩ Hoa Kỳ được bầu với nhiệm kỳ cố định là hai năm. Mục tiêu của việc này là thúc đẩy sự ổn định trong Thượng viện và giúp nó thay đổi theo thời gian, thay vì thay đổi nhanh chóng toàn bộ viện cứ sáu năm một lần. Đồng thời, nó tạo ra các cuộc bầu cử thường xuyên hơn thay vì chờ đợi sáu năm một lần, để ngăn các thượng nghị sĩ hợp tác với mục đích xấu mà không thể bị loại bỏ trong 6 năm.

Ba nhóm ghế của Thượng viện được quy định bởi Điều I, Mục 3 của Hiến pháp Hoa Kỳ:
Ngay sau khi họ [các ứng cử viên Thượng viên] được tập hợp theo kết quả của cuộc bầu cử đầu tiên, họ sẽ được chia đều nhất có thể thành ba nhóm. Ghế của Thượng nghị sĩ của Nhóm 1 sẽ được bỏ trống sau 2 năm, của Nhóm 2 sau 4 năm và của Nhóm 3 sau 6 năm, để một phần ba có thể được chọn vào mỗi 2 năm.— Hiến pháp Hoa Kỳ, Điều I, Mục 3, Khoản 2

Việc phân chia diễn ra vào tháng 5 năm 1789, vài tuần sau khi Thượng viện khóa 1 được triệu tập. Chỉ có 20 thượng nghị sĩ từ 10 tiểu bang có mặt; North Carolina và Rhode Island vẫn chưa phê chuẩn Hiến pháp Hoa Kỳ, và New York, vì phê chuẩn muộn nên vẫn chưa chọn được các thượng nghị sĩ của mình. Để quyết định về cách thực hiện việc phân chia thành các giai cấp, vào ngày 11 tháng 5, Thượng viện đã chỉ định một ủy ban bao gồm các Thượng nghị sĩ Ellsworth, Carroll và Few. Theo đề xuất của họ, vào ngày 14 tháng 5, Thượng viện đã chia các thành viên thành ba nhóm:
Thứ Năm, ngày 14 tháng 5 năm 1789. Ủy ban được chỉ định để xem xét và báo cáo phương thức thực hiện quy định trong Điều I, mục 3, khoản 2 trong Hiến pháp, báo cáo như sau:
Theo đó, vấn đề đã được giải quyết, rằng các Thượng nghị sĩ được chia thành ba nhóm:
- Nhóm đầu tiên [thay mặt bởi Ngài Langdon] bao gồm Ngài Langdon [New Hamphire], Ngài Johnson [Connecticut], Ngài Morris [Pennsylvania], Ngài Henry [Maryland], Ngài Izard [Nam Carolina], và Ngài Gunn [Georgia]
- Nhóm thứ hai [thay mặt bởi Ngài Wingate] gồm Ngài Wingate [New Hamphire], Ngài Strong [Massachusetts], Ngài Paterson [New Jersey], Ngài Bassett [Delaware], Ngài Lee [Virginia], Ngài Butler [South Carolina], và Ngài Few [Georgia];
- Và nhóm thứ ba [thay mặt bởi Ngài Dalton] gồm Ngài Dalton [Massachusetts], Ngài Ellsworth [Connecticut], Ngài Elmer [New Jersey], Ngài Maclay [Pennsylvania], Ngài Read [Delaware], Ngài Carroll [Maryland], và Ngài Grayson [Virginia].

Ba tờ giấy có kích thước bằng nhau, được đánh số 1, 2 và 3, được Thư ký cuộn lại và cho vào hộp, và do ông Langdon, ông Wingate và ông Dalton, thay mặt cho các nhóm tương ứng; và rằng các nhóm ghế sẽ bỏ trống ghế của họ trong Thượng viện theo thứ tự số được rút ra cho họ, bắt đầu bằng số một: Và rằng, khi các Thượng nghị sĩ được bầu từ các bang chưa bổ nhiệm Thượng nghị sĩ, họ sẽ được sắp xếp bằng cách bốc thăm. Sự phân chia cần đảm bảo số lượng ghế gần bằng nhau của mỗi nhóm.

Vào ngày hôm sau, ngày 15 tháng 5, thời điểm kết thúc nhiệm kỳ của mỗi nhóm được xác định bằng cách bốc thăm. Nhóm 1 do Dalton rút, nhóm 2 do Wingate, và nhóm 3 do Langdon.
Khi một thượng nghị sĩ kết thúc nhiệm kỳ, một người nào đó sẽ bắt đầu nhiệm kỳ thượng nghị sĩ mới kéo dài sáu năm (qua các cuộc bầu cử của các cơ quan lập pháp tiểu bang cho đến khi Tu chính án thứ 17 yêu cầu các cuộc bầu cử trực tiếp để bầu Thượng nghị sĩ).

### Kết nạp tiểu bang mới vào Liên bang
Khi một bang mới được kết nạp vào Liên bang, hai thượng nghị sĩ của bang sẽ được phân chia vào hai nhóm khác nhau. Hai ghế được phân chia sao cho ba nhóm có số lượng gần giống nhau nhất có thể; đồng thời tránh nhóm có nhiều ghế nhất có nhiều hơn một ghế so với nhóm ít ghế nhất. Một cuộc bốc thăm ngẫu nhiên sẽ được tổ chức nhằm xác định thượng nghị sĩ mới vào nhóm nào khi 3 nhóm bằng nhau; nếu không, 2 ghế sẽ được phân chia vào 2 nhóm ít ghế hơn. Điều này có nghĩa là ít nhất một trong số các cặp thượng nghị sĩ đầu tiên của bất kỳ bang mới nào cũng sẽ có nhiệm kỳ dài hơn hai năm và tối đa sáu năm, và người kia có nhiệm kỳ ngắn hơn hai hoặc bốn năm.
New York, bang tổ chức cuộc bầu cử thượng viện đầu tiên của mình vào tháng 7 năm 1789, là bang đầu tiên trải qua quá trình bốc thăm này sau lần phân chia nguyên mẫu vào tháng 5 năm 1789 của Thượng viện đầu tiên. Trong số các thượng nghị sĩ mới, Philip Schuyler đã rút ra nhóm 1 (có nhiệm kỳ kết thúc vào năm 1791) trong khi Rufus King rút ra nhóm 3 (có nhiệm kỳ kết thúc vào năm 1795). Điều này đã tạo nên nhóm 1 có 8 ghế trong khi nhóm 2 và 3 có 7 ghế mỗi nhóm. North Carolina sau đó được chỉ định tham nhóm 2 và 3 sau khi tổ chức cuộc bầu cử thượng viện đầu tiên của nó vào tháng 11 năm 1789, khiến cho cả ba nhóm đều có 8 ghế mỗi nhóm.Khi bang cuối cùng, Hawaii, được kết nạp vào năm 1959, cuộc bầu cử thượng viện đầu tiên của nó có các ứng cử viên tranh cử cho "ghế A" hoặc "ghế B". Các thượng nghị sĩ mới Hiram Fong và Oren E. Long, trong một quá trình do Thư ký Thượng viện quản lý, đã bốc thăm để xác định ai trong số hai người sẽ tham gia nhóm 1 (nhiệm kỳ sẽ kết thúc sau 5 năm rưỡi) và sẽ tham gia nhóm 3 (nhiệm kỳ sẽ kết thúc sau 3 năm rưỡi).   
Nếu một bang thứ 51 nào đó được kết nạp, các thượng nghị sĩ của nó sẽ được chỉ định vào các nhóm 1 và 2, vào thời điểm đó cả ba nhóm đều có có 34 thượng nghị sĩ. 
Bởi vì mỗi bang được đại diện bởi hai thượng nghị sĩ, không phân biệt dân số, mỗi nhóm khác nhau về cử tri và dân số. Kể từ đầu thế kỷ 19, nhóm 2 đại diện cho 50-60% dân số; hai nhóm còn lại đại diện cho 70–75% dân số Hoa Kỳ. (Vì mỗi bang có hai thượng nghị sĩ nên tổng số phần trăm là 200%, không phải 100%.) Các bang tương đối đông dân như California, Florida, New York, Pennsylvania và Ohio có các thượng nghị sĩ của họ tham gia nhóm 1 và 3, gây ra sự mất cân bằng này.

## Nhóm ghế ở các tiểu bang

Bản đồ hiển thị các nhóm ở mỗi Tiểu bang Hoa Kỳ:
Nhóm 1 và 2
Nhóm 1 và 3
Nhóm 2 và 3

### Nhóm 1
Nhóm 1 gồm có:
- 33 thượng nghị sĩ đương nhiệm dự kiến sẽ được bầu lại vào tháng 11 năm 2024 và kết thúc nhiệm kỳ vào ngày 3 tháng 1 năm 2025.
- Các thượng nghị sĩ thuộc nhóm này trước đây đã kết thúc nhiệm kỳ vào năm 1791, 1797, 1803, 1809, 1815, 1821, 1827, 1833, 1839, 1845, 1851, 1857, 1863, 1869, 1875, 1881, 1887, 1893, 1899, 1905, 1911, 1917, 1923, 1929, 1935, 1941, 1947, 1953, 1959, 1965, 1971, 1977, 1983, 1989, 1995, 2001, 2007, 2013, hoặc 2019.

Các bang có thượng nghị sĩ từ nhóm 1: Arizona, California, Connecticut, Delaware, Florida, Hawaii, Indiana, Maine, Maryland, Massachusetts, Michigan, Minnesota, Mississippi, Missouri, Montana, Nebraska, Nevada, New Jersey, New Mexico, New York, North Dakota, Ohio, Pennsylvania, Rhode Island, Tennessee, Texas, Utah, Vermont, Virginia, Washington, West Virginia, Wisconsin, và Wyoming.

### Nhóm 2
Nhóm 2 gồm có:
- 33 thượng nghị sĩ đương nhiệm dự kiến sẽ được bầu lại vào tháng 11 năm 2026 và kết thúc nhiệm kỳ vào ngày 3 tháng 1 năm 2027.
- Các thượng nghị sĩ thuộc nhóm này trước đây đã kết thúc nhiệm kỳ vào năm 1793, 1799, 1805, 1811, 1817, 1823, 1829, 1835, 1841, 1847, 1853, 1859, 1865, 1871, 1877, 1883, 1889, 1895, 1901, 1907, 1913, 1919, 1925, 1931, 1937, 1943, 1949, 1955, 1961, 1967, 1973, 1979, 1985, 1991, 1997, 2003, 2009, 2015, hoặc 2021.

Các bang có thượng nghị sĩ từ nhóm 2: Alabama, Alaska, Arkansas, Colorado, Delaware, Georgia, Idaho, Illinois, Iowa, Kansas, Kentucky, Louisiana, Maine, Massachusetts, Michigan, Minnesota, Mississippi, Montana, Nebraska, New Hampshire, New Jersey, New Mexico, North Carolina, Oklahoma, Oregon, Rhode Island, South Carolina, South Dakota, Tennessee, Texas, Virginia, West Virginia, và Wyoming.

### Nhóm 3
Nhóm 3 gồm có:
- 34 thượng nghị sĩ đương nhiệm dự kiến sẽ được bầu lại vào tháng 11 năm 2028 và kết thúc nhiệm kỳ vào ngày 3 tháng 1 năm 2029.
- Các thượng nghị sĩ thuộc nhóm này trước đây đã kết thúc nhiệm kỳ vào năm  1795, 1801, 1807, 1813, 1819, 1825, 1831, 1837, 1843, 1849, 1855, 1861, 1867, 1873, 1879, 1885, 1891, 1897, 1903, 1909, 1915, 1921, 1927, 1933, 1939, 1945, 1951, 1957, 1963, 1969, 1975, 1981, 1987, 1993, 1999, 2005, 2011, 2017 hoặc 2023.

Các bang có thượng nghị sĩ từ nhóm 3:  Alabama, Alaska, Arizona, Arkansas, California, Colorado, Connecticut, Florida, Georgia, Hawaii, Idaho, Illinois, Indiana, Iowa, Kansas, Kentucky, Louisiana, Maryland, Missouri, Nevada, New Hampshire, New York, North Carolina, North Dakota, Ohio, Oklahoma, Oregon, Pennsylvania, South Carolina, South Dakota, Utah, Vermont, Washington, và Wisconsin.

## Chu kỳ bầu cử
Bảng này được sắp xếp lại hai năm một lần để năm bầu cử dự kiến tiếp theo xuất hiện ở trên cùng.
| Nhóm | Năm bầu cử trước đó gần nhất | Năm bầu cử tiép theo |
| ---- | ---------------------------- | -------------------- |
| 1    | 2018                         | 2024                 |
| 2    | 2020                         | 2026                 |
| 3    | 2022                         | 2028                 |

### So sánh với các cuộc bầu cử khác tại Mỹ
| Năm                                           | 2022 | 2023                  | 2024 | 2025          | 2026 |
| --------------------------------------------- | --- | --------------------- | --- | ------------- | --- |
| Loại                                          | Giữa kỳ | Trái năma             | Tổng thống | Trái nămb     | Giữa kỳ |
| Tổng thống                                    | Không | Không                 | Có | Không         | Không |
| Thượng viện                                   | Nhóm III (34 ghế) | Không                 | Nhóm I (33 ghế) | Không         | Nhóm II (33 ghế) |
| House                                         | Tất cả 435 ghế[3] | Không                 | Tất cả 435 ghế[2] | Không         | Tất cả 435 ghế[2] |
| Thống đốc                                     | 36 bang, Quận Colombia, & 3 lãnh thổ[4] AL, AK, AZ, AR, CA, CO, CT, FL, GA, HI, ID, IL, IA, KS, ME, MD, MA, MI, MN, NE, NV, NH, NM, NY, OH, OK, OR, PA, RI, SC, SD, TN, TX, VT, WI, WY, DC (Thị trưởng), GU, MP, VI                             | 3 bang KY, LA, MS     | 11 bang, 2 lãnh thổ DE, IN, MO, MT, NH, NC, ND, UT, VT, WA, WV, AS, PR | 2 bang NJ, VA | 36 bang, Quận Colombia, & 3 lãnh thổ[4] AL, AK, AZ, AR, CA, CO, CT, FL, GA, HI, ID, IL, IA, KS, ME, MD, MA, MI, MN, NE, NV, NH, NM, NY, OH, OK, OR, PA, RI, SC, SD, TN, TX, VT, WI, WY, DC (Thị trưởng), GU, MP, VI                             |
| Phó Thống đốc[5]                              | 10 bang [6] AL, AR, CA, GA, ID, NV, OK, RI, TX, VT | 2 bang LA, MS         | 5 bang, 1 lãnh thổ DE, MO, NC, VT, WA, AS | 1 bang VA     | 10 bang [6] AL, AR, CA, GA, ID, NV, OK, RI, TX, VT |
| Tổng thư ký bang                              | 26 bang AL, AZ, AR, CA, CO, CT, GA, ID, IL, IN, IA, KS, MA, MI, MN, NE, NV, NM, ND, OH, RI, SC, TX, VT, WI, WY | 2 bang KY, MS         | 8 bang MO, MT, NC, OR, PA, VT, WA, WV | Không         | 26 bang AL, AZ, AR, CA, CO, CT, GA, ID, IL, IN, IA, KS, MA, MI, MN, NE, NV, NM, ND, OH, RI, SC, TX, VT, WI, WY |
| Tổng Chưởng lý bang                           | 29 bang, Quận Colombia, & 2 lãnh thổ AL, AZ, AR, CA, CO, CT, FL, GA, ID, IL, IA, KS, MD, MA, MI, MN, NE, NV, NM, NY, ND, OH, OK, RI, SC, TX, VT, WI, WY, DC, GU, MP                                                                             | 2 bang KY, MS         | 10 bang IN, MO, MT, NC, OR, PA, UT, VT, WA, WV | 1 bang VA     | 29 bang, Quận Colombia, & 2 lãnh thổ AL, AZ, AR, CA, CO, CT, FL, GA, ID, IL, IA, KS, MD, MA, MI, MN, NE, NV, NM, NY, ND, OH, OK, RI, SC, TX, VT, WI, WY, DC, GU, MP                                                                             |
| Thủ quỹ bang[7]                               | 23 bang AL, AZ, AR, CA, CO, CT, FL (CFO), ID, IL, IN, IA, KS, MA, NE, NV, NM, OH, OK, RI, SC, VT, WI, WY | 2 bang KY, MS         | 9 bang MO, NC, ND, OR, PA, UT, VT, WA, WV | Không         | 23 bang AL, AZ, AR, CA, CO, CT, FL (CFO), ID, IL, IN, IA, KS, MA, NE, NV, NM, OH, OK, RI, SC, VT, WI, WY |
| Kiểm soát viên bang                           | 8 bang CA, CT, IL, MD, NV, NY, SC, TX | Không                 | Không | Không         | 8 bang CA, CT, IL, MD, NV, NY, SC, TX |
| Tổng Kiểm toán bang                           | 15 bang AL, AR, DE, IN, IA, MA, MN, MO, NE, NM, OH, OK, SD, VT, WY | 1 bang KY             | 9 bang MT, NC, ND, PA, UT, VT, WA, WV, GU | Không         | 15 bang AL, AR, DE, IN, IA, MA, MN, MO, NE, NM, OH, OK, SD, VT, WY |
| Giám đốc Hướng dẫn Công cộng                  | 8 bang AZ, CA, GA, ID, OK, SC, SD (incl. Land), WY | Không                 | 4 bang MT, NC, ND, WA | 1 bang WI     | 8 bang AZ, CA, GA, ID, OK, SC, SD (incl. Land), WY |
| Ủy viên Nông nghiệp                           | 7 bang AL, FL, GA, IA, ND, SC, TX | 2 bang KY, MS         | 2 states NC, WV | Không         | 7 bang AL, FL, GA, IA, ND, SC, TX |
| Ủy viên Bảo hiểm                              | 5 bang DE, CA GA, KS, OK, | 2 bang LA, MS         | 3 bang NC, ND, WA, | Không         | 5 bang DE, CA GA, KS, OK, |
| Các ủy viên và quan chức qua bầu cử khác      | 8 bang AZ (Thành tra Mỏ), AR (Đất đai), GA (Đất đai), NM (Đất đai), ND (Thuế), OK (Lao động), OR (Lao động), TX (Đất đai) | Không                 | 1 bang NC (Lao động) | Không         | 8 bang AZ (Thành tra Mỏ), AR (Đất đai), GA (Đất đai), NM (Đất đai), ND (Thuế), OK (Lao động), OR (Lao động), TX (Đất đai) |
| Cơ quan Lập pháp Tiểu bang[8]                 | 46 bang, Quận Colombia, & 4 lãnh thổ AK, AL, AZ, AR, CA, CO, CT, DE, FL, GA, HI, ID, IL, IN, IO, KS, KY, ME, MA, MD, MI, MN, MO, MN, NE, NV, NH, NM, NY, NC, ND, OH, OK, OR, PA, RI, SC, SD, TN, TX, UT, VT, WA, WV, WI, WY, DC, AS, GU, MP, VI | 4 bang LA, MS, NJ, VA | 44 bang, Quận Colombia, & 5 lãnh thổ AK, AZ, AR, CA, CO, CT, DE, FL, GA, HI, ID, IL, IN, IO, KS, KY, ME, MA, MI, MN, MO, MN, NE, NV, NH, NM, NY, NC, ND, OH, OK, OR, PA, RI, SC, SD, TN, TX, UT, VT, WA, WV, WI, WY, DC, AS, GU, MP, PR, VI | 2 bang VA, NJ | 46 bang, Quận Colombia, & 4 lãnh thổ AK, AL, AZ, AR, CA, CO, CT, DE, FL, GA, HI, ID, IL, IN, IO, KS, KY, ME, MA, MD, MI, MN, MO, MN, NE, NV, NH, NM, NY, NC, ND, OH, OK, OR, PA, RI, SC, SD, TN, TX, UT, VT, WA, WV, WI, WY, DC, AS, GU, MP, VI |
| Hội đồng Giáo dục bang [9]                    | 8 bang, Quận Colombia, & 3 lãnh thổ AL, CO, KS, MI, NE, OH, TX, UT, DC, GU, MP, VI | Không                 | 8 bang, Quận Colombia, & 3 lãnh thổ AL, CO, KS, MI, NE, OH, TX, UT, DC, GU, MP, VI | None          | 8 bang, Quận Colombia, & 3 lãnh thổ AL, CO, KS, MI, NE, OH, TX, UT, DC, GU, MP, VI |
| Các văn phòng bang, địa phương và bộ lạc khác | Thay đổi | Thay đổi              | Thay đổi | Thay đổi      | Thay đổi |

1  Bảng này không bao gồm bầu cử đặc biệt, có thể được tổ chức để lấp đầy các văn phòng chính trị đã bị bỏ trống giữa các cuộc bầu cử được lên lịch.
2  Cũng như tất cả sáu thành viên không bỏ phiếu của Hạ viện Hoa Kỳ.
3  Cũng như năm thành viên không bỏ phiếu của Hạ viện Hoa Kỳ. Thành viên còn lại, Ủy viên Thường trú Puerto Rico phục vụ nhiệm kỳ bốn năm trùng với nhiệm kỳ tổng thống.
4  Các Thống đốc của New Hampshire và Vermont phục vụ với nhiệm kỳ hai năm. 48 thống đốc bang còn lại và tất cả 5 thống đốc lãnh thổ phục vụ nhiệm kỳ bốn năm.
5  Tại 26 bang và 3 lãnh thổ, Phó Thống đốc được bầu liên danh cùng Thống đốc: AK, CO, CT, FL, HI, IL, IN, IA, KS, KY, MD, MA, MI, MN, MT, NE , NJ, NM, NY, ND, OH, PA, SC, SD, UT, WI, GU, MP, VI.
6  Giống như Thống đốc, các quan chức khác của Vermont đều được bầu với nhiệm kỳ hai năm. Tất cả các quan chức tại các bang khác phục vụ phục vụ nhiệm kỳ bốn năm.
7  Ở một số bang, Kiểm soát viên có các nhiệm vụ tương đương với Thủ quỹ. Có một số bang có cả hai vị trí này, vì vậy cả hai có nhiệm vụ riêng biệt.
8  Danh sách này không phân biệt các viện của mỗi cơ quan lập pháp. 49 cơ quan lập pháp của bang là lưỡng viện; duy nhất của Nebraska là đơn viện. Ngoài ra, Quận Colombia, Guam và Quần đảo Virgin thuộc Hoa Kỳ theo hệ thống đơn viện; các lãnh thổ khác theo hệ thống lưỡng viện. Tất cả các cơ quan lập pháp có các nhiệm kỳ khác nhau cho các thành viên của họ.
9  Hầu hết các bang không được liệt kê ở đây đều có một hội đồng do Thống đốc và cơ quan lập pháp bổ nhiệm. Tất cả các hội đồng được liệt kê ở đây đều có các thành viên phục vụ các nhiệm kỳ bốn năm, ngoại trừ Colorado, có nhiệm kỳ sáu năm và Guam, có nhiệm kỳ hai năm. Hầu hết được bầu trên toàn tiểu bang, một số được bầu từ các quận. Louisiana, Ohio, Guam và Quần đảo Bắc Mariana có thêm các thành viên được bổ nhiệm.

## Danh sách Thượng nghị sĩ Hoa Kỳ theo nhóm ghế
Bảng sau liệt kê các thượng nghị sĩ theo từng đảng phái.
|                              | Nhóm 1                       | Nhóm 2 | Nhóm 3 |
| ---------------------------- | ---------------------------- | ------ | ------ |
| Dân chủ                      | 21                           | 13     | 14     |
| Cộng hòa                     | 10                           | 20     | 20     |
| Độc lập                      | 2 (họp kín với Đảng Dân chủ) | 0      | 0      |
| Năm bầu cử trước đó gần nhất | 2018                         | 2020   | 2016   |
| Năm bầu cử tiép theo         | 2024                         | 2026   | 2022   |
| TỔNG SỐ GHẾ                  | 33                           | 33     | 34     |

      Đảng viên Dân chủ
      TNS Độc lập họp kín với Đảng viên Dân chủ

      Đảng viên Cộng hòa
      Không tham gia nhóm tương ứng
Bảng sau đây liệt kê các thượng nghị sĩ theo tiểu bang và theo nhóm, bao gồm xếp hạng Chỉ số Bầu cử đảng phái của Cook của các tiểu bang, cho biết tỷ lệ ủng hộ của một bang nghiêng về đảng nào.
| Bang           | Nhóm 1                 | Nhóm 2                   | Nhóm 3                     | Chỉ số Cook |
| -------------- | ---------------------- | ------------------------ | -------------------------- | ----------- |
| Alabama        | —                      | Tommy Tuberville (R)     | Richard Shelby (R)         | R+15        |
| Alaska         | —                      | Dan Sullivan (R)         | Lisa Murkowski (R)         | R+9         |
| Arizona        | Kyrsten Sinema (D)     | —                        | Mark Kelly (D)             | R+3         |
| Arkansas       | —                      | Tom Cotton (R)           | John Boozman (R)           | R+16        |
| California     | Dianne Feinstein (D)   | —                        | Alex Padilla (D)           | D+14        |
| Colorado       | —                      | John Hickenlooper (D)    | Michael Bennet (D)         | D+3         |
| Connecticut    | Chris Murphy (D)       | —                        | Richard Blumenthal (D)     | D+7         |
| Delaware       | Tom Carper (D)         | Chris Coons (D)          | —                          | D+6         |
| Florida        | Rick Scott (R)         | —                        | Marco Rubio (R)            | R+3         |
| Georgia        | —                      | Jon Ossoff (D)           | Raphael Warnock (D)        | R+3         |
| Hawaii         | Mazie Hirono (D)       | —                        | Brian Schatz (D)           | D+15        |
| Idaho          | —                      | Jim Risch (R)            | Mike Crapo (R)             | R+19        |
| Illinois       | —                      | Dick Durbin (D)          | Tammy Duckworth (D)        | D+7         |
| Indiana        | Mike Braun (R)         | —                        | Todd Young (R)             | R+11        |
| Iowa           | —                      | Joni Ernst (R)           | Chuck Grassley (R)         | R+6         |
| Kansas         | —                      | Roger Marshall (R)       | Jerry Moran (R)            | R+11        |
| Kentucky       | —                      | Mitch McConnell (R)      | Rand Paul (R)              | R+16        |
| Louisiana      | —                      | Bill Cassidy (R)         | John Kennedy (R)           | R+12        |
| Maine          | Angus King (I)         | Susan Collins (R)        | —                          | D+1         |
| Maryland       | Ben Cardin (D)         | —                        | Chris Van Hollen (D)       | D+14        |
| Massachusetts  | Elizabeth Warren (D)   | Ed Markey (D)            | —                          | D+14        |
| Michigan       | Debbie Stabenow (D)    | Gary Peters (D)          | —                          | R+1         |
| Minnesota      | Amy Klobuchar (D)      | Tina Smith (D)           | —                          | D+1         |
| Mississippi    | Roger Wicker (R)       | Cindy Hyde-Smith (R)     | —                          | R+10        |
| Missouri       | Josh Hawley (R)        | —                        | Roy Blunt (R)              | R+11        |
| Montana        | Jon Tester (D)         | Steve Daines (R)         | —                          | R+11        |
| Nebraska       | Deb Fischer (R)        | Ben Sasse (R)            | —                          | R+13        |
| Nevada         | Jacky Rosen (D)        | —                        | Catherine Cortez Masto (D) | Hòa         |
| New Hampshire  | —                      | Jeanne Shaheen (D)       | Maggie Hassan (D)          | Hòa         |
| New Jersey     | Bob Menendez (D)       | Cory Booker (D)          | —                          | D+6         |
| New Mexico     | Martin Heinrich (D)    | Ben Ray Luján (D)        | —                          | D+3         |
| New York       | Kirsten Gillibrand (D) | —                        | Chuck Schumer (D)          | D+10        |
| North Carolina | —                      | Thom Tillis (R)          | Richard Burr (R)           | R+3         |
| North Dakota   | Kevin Cramer (R)       | —                        | John Hoeven (R)            | R+20        |
| Ohio           | Sherrod Brown (D)      | —                        | Rob Portman (R)            | R+6         |
| Oklahoma       | —                      | Jim Inhofe (R)           | James Lankford (R)         | R+20        |
| Oregon         | —                      | Jeff Merkley (D)         | Ron Wyden (D)              | D+6         |
| Pennsylvania   | Bob Casey Jr. (D)      | —                        | Pat Toomey (R)             | R+2         |
| Rhode Island   | Sheldon Whitehouse (D) | Jack Reed (D)            | —                          | D+8         |
| South Carolina | —                      | Lindsey Graham (R)       | Tim Scott (R)              | R+8         |
| South Dakota   | —                      | Mike Rounds (R)          | John Thune (R)             | R+16        |
| Tennessee      | Marsha Blackburn (R)   | Bill Hagerty (R)         | —                          | R+14        |
| Texas          | Ted Cruz (R)           | John Cornyn (R)          | —                          | R+5         |
| Utah           | Mitt Romney (R)        | —                        | Mike Lee (R)               | R+13        |
| Vermont        | Bernie Sanders (I)     | —                        | Patrick Leahy (D)          | D+15        |
| Virginia       | Tim Kaine (D)          | Mark Warner (D)          | —                          | D+2         |
| Washington     | Maria Cantwell (D)     | —                        | Patty Murray (D)           | D+8         |
| West Virginia  | Joe Manchin (D)        | Shelley Moore Capito (R) | —                          | R+23        |
| Wisconsin      | Tammy Baldwin (D)      | —                        | Ron Johnson (R)            | R+2         |
| Wyoming        | John Barrasso (R)      | Cynthia Lummis (R)       | —                          | R+26        |